# Ардабьевский, Михаил Владимирович
Михаил Владимирович Ардабье́вский (22 ноября 1932, Москва — 22 октября 1992, Москва) — советский кинооператор.

## Биография
В 1960 году окончил операторский факультет Всесоюзного государственного института кинематографии (мастерская Бориса Волчека).
По окончании института работал оператором на Свердловской киностудии в жанре научно-популярного кино. В 1964 году на киностудии «Беларусьфильм» на пару с оператором Александром Княжинским снял свой первый полнометражный художественный фильм «Письма к живым» Валентина Виноградова.
Умер 22 октября 1992 года в Москве. Похоронен на Востряковском кладбище.
С 22 ноября по 1 декабря 2022 года в кинотеатре «Иллюзион» прошли показы ретроспективы «Персона. Михаил Ардабьевский», приуроченной к его 90-летию.

## Фильмография
- 1960 — Гибралтар (дипломная работа)[5]
- 1964 — Письма к живым (совместно с А. Княжинским)
- 1965 — Город мастеров (совместно с А. Княжинским)
- 1968 — Служили два товарища
- 1969 — Король манежа
- 1970 — Корона Российской империи, или Снова неуловимые
- 1974 — Автомобиль, скрипка и собака Клякса
- 1975 — Когда наступает сентябрь
- 1978 — Звезда надежды
- 1980 — Люди в океане
- 1981 — На Гранатовых островах
- 1983 — Трое на шоссе
- 1985 — Чёрная стрела
- 1986 — Лицом к лицу
- 1988 — Вам что, наша власть не нравится?![6]
- киножурнал Фитиль

1968 — № 67 сюжет «Так в жизни не бывает»
1985 — № 279 сюжет «Креплёный сервис»
1985 — № 281 сюжет «Наизнанку»
1985 — № 282 сюжет «Заслонка»
1987 — № 306 сюжет «Заход на посадку»
1989 — № 324 сюжет «Скандалист»

## Семья
- Родители — Владимир Иванович и Валентина Михайловна Ардабьевские[7][8].
  - Сестра — Татьяна Владимировна Ардабьевская, цветовод, учёный-селекционер[9][10].

Жена — Наталья Константиновна Полонская (1940—2015), режиссёр документального и научно-популярного кино, педагог, заслуженный деятель искусств РФ (1993).
Дочь — Ольга Михайловна Селина (Ардабьевская) (1964—2016), художник-график.